# 합동청사역
합동청사역(合同廳舍驛, Administration Complex station)은 인천광역시 중구 운서동에 있는 인천공항 자기부상철도의 역이다.

## 역사
- 2012년 8월 16일 : 합동청사역으로 역명 결정[1]
- 2016년 2월 3일 : 인천공항 자기부상철도 개통과 함께 영업 개시
- 2022년 7월 14일: 시설 재정비로 활동중단

## 승강장
2면 2선의 상대식 승강장이며 스크린도어가 설치되어 있다.
| 장기주차장 ↑     |
| \| 상            |
| ↓ 파라다이스시티 |

| 상행 | ● 인천공항 자기부상철도 | 인천공항1터미널 방면 |
| 하행 | ● 인천공항 자기부상철도 | 용유 방면            |

## 인접 정차역
| 인천공항 자기부상철도               | 인천공항 자기부상철도   | 인천공항 자기부상철도        |
| ----------------------------------- | ----------------------- | ---------------------------- |
| M02 장기주차장 인천공항1터미널 방면 | ● 인천공항 자기부상철도 | M04 파라다이스시티 용유 방면 |

## 역주변
- 그랜드하얏트인천이스트타워
- 그랜드 하얏트 인천
- 이마트 인천공항점